# تمساح سيامي
تمساح سيامي (الاسم العلمي: Crocodylus siamensis) هو نوع من الزواحف يتبع جنس التمساح من فصيلة التماسيح. يُعد التمساح السيامي مُهددًا بالانقراض (خطر انقراض أقصى)، وقد يكون منقرضًا بالفعل، وهو تمساحٌ صغير يُفضل التواجد في المياه العذبة، ويتغذى على الفقاريات الصغيرة متوسطة الحجم.